# スティングレイ軽戦車
スティングレイ（英語: Stingray）は、アメリカのキャデラック・ゲージ（現テキストロン・マリーン&ランドシステムズ）が1980年代に開発した軽戦車である。
アメリカ陸軍の装甲砲システム（AGS）計画の候補車として開発されたが、アメリカ陸軍には採用されなかった。

## 開発の経緯
キャデラック・ゲージ社は1970年代末から、プライベートベンチャーとして軽戦車の研究を行っていたが、1980年代初頭にアメリカ陸軍が装甲砲システム（Armored Gun System, AGS）を発表したことを受けて、候補車となる軽戦車の本格的な開発に着手した。開発に当たっては、L7系の105mmライフル砲を搭載し、高い機動性と生存性や空輸能力を兼ね備え、可能な限り既存のコンポーネントを流用してコスト低減を図ることが念頭に置かれ、歩兵戦闘車などの装甲車輌に対して十分な優位を保ち、中小国への輸出も開発コンセプトに加えられた。
試作車は1984年2月に車体が完成し、砲塔未装備の状態で8月から走行試験を開始した。一方、砲塔は1983年中頃から設計を開始し、1984年6月には試作砲塔が完成、M551シェリダン空挺戦車の車体に搭載されて性能試験が開始された。なお、試作車には“スティングレイ”（Stingray：アカエイの意）の名称が与えられ、1984年10月のアメリカ陸軍協会の展示会において初めて一般公開された。
試作1号車は1985年末までに5,000km以上の走行試験を終え、試験中に明らかになった欠点を改善するため、最終減速機や冷却システムの改良、新型ショック・アブソーバーへの換装などの改良が加えられ、1986年初頭にはスティングレイに興味を示していたタイに送られて性能試験が行われた。1986年中頃にはさらに問題点を改良した試作2号車が完成し、タイでの性能試験を終えた試作1号車は1987年初頭にマレーシアへ送られて性能試験を実施している。
AGS計画ではFMC社の提案したCCV-Lに敗れてアメリカ陸軍には採用されなかったが、1987年10月にタイ王国陸軍に採用され、106輌が導入されている。

## 設計

### 動力
動力系は、多くがアメリカ陸軍が既に運用していた装備品との相互運用性を重視して開発されている。
エンジンとしては、HEMTTで採用されたのと同系列の、デトロイトディーゼル社製の2ストロークV型8気筒液冷ターボチャージド・ディーゼルエンジンである8V-92TAが採用された。また、変速機は、M109 155mm自走榴弾砲と同系列のアリソン社製のXTG-411-2A自動変速機（前進4段/後進2段）が採用されている。これらは、整備性を重視してパワーパック化されている。

### 防護力・火力
車体は避弾径始に優れた形状を採用し、車体前面の装甲厚を14.5mmに抑えて車重の増加を防いでいる。ただ、大口径砲に対する防御は考慮されておらず、小口径弾への耐弾性しかない。砲塔も車体同様に避弾径始を十分考慮した形状をしており、主砲には、ロイヤル・オードナンス L7A3をもとに低反動砲として開発された105mmライフル砲LRFを搭載し、デジタル式射撃統制システム（FCS）を装備したことによって射撃能力は主力戦車に近い能力を獲得している。

## 派生型

### スティングレイII
1996年にテクストロン・マリーン&ランドシステム社はプライベートベンチャーとして、スティングレイの改良型であるスティングレイIIを発表している。このスティングレイIIでは、装甲防御力の強化とFCSの換装が行われており、車体と砲塔は防弾圧延鋼板の溶接構造だが、これに2001特殊高硬度鋼板で作られた装甲パッケージが装着され、23mm機関砲弾の直撃にも耐えられるようにされた。さらに車体側面には防弾サイド・スカートも装着された。FCSはM1A1エイブラムス戦車にも搭載されたデジタル式FCSを搭載し、砲手用サイトはレイセオン社製HIRE昼/夜間暗視サイト、車長用サイトにはノースロップ・グラマン社製M36E1昼/夜間兼用サイトを装備した。
スティングレイIIも、スティングレイ同様に中小国向けとして販売活動が行われている。

## 登場作品

### 漫画
『スティングレーを探せ！』
湾岸戦争に試作車が試験投入された、という架空の設定で、成功が期待されない開発プロジェクトの一環として何も知らされずに本車を押しつけられた落ちこぼれ戦車クルーの活躍をコメディタッチで描いている。

### ゲーム
『コンバットチョロQ』
アリーナのミドルクラスの18番目に登場。また、同クラスの30番目にはスティングレイIIも登場する。
『大戦略シリーズ』
偵察車ユニットとして登場する。
『マーセナリーズ2 ワールド イン フレームス』
ユニバーサル石油がスティングレイIIを「マンティス軽戦車」という名称で使用する。